# Football aux Jeux olympiques d'été de 2012
Pour des articles plus généraux, voir Jeux olympiques d'été de 2012 et Football aux Jeux olympiques.
Navigation
Pékin 2008 Rio de Janeiro 2016
Les compétitions de football des Jeux olympiques d'été de 2012 organisés à  Londres (Royaume-Uni), se déroulent dans six villes britanniques du 25 juillet au 11 août 2012.
La finale se joue au stade de Wembley. Le tournoi masculin est réservé aux équipes nationales espoirs (jusqu'à 23 ans). Dans chaque équipe, au maximum trois joueurs de plus de 23 ans sont autorisés à prendre part à la compétition. 504 footballeurs sont attendus à concourir pour les deux titres mis en jeu.
Pour ces jeux, les hommes sont en compétition dans un tournoi de 16 équipes, et les femmes dans un tournoi de 12 équipes. La compétition débute le 25 juillet, soit deux jours avant la cérémonie d'ouverture.

## Réglementations
Pour la compétition masculine, chaque équipe dispose de dix-huit joueurs sélectionnés, dont pas plus de trois nés avant le 1er janvier 1989.
Une équipe de football britannique masculine est présente aux Jeux olympiques pour la première fois depuis 1960. L'équipe est composée uniquement de joueurs anglais, les associations nationales de l'Écosse, du Pays de Galles et d'Irlande du Nord ont refusé de prendre part, mais sont convenues de ne pas empêcher l'utilisation d'une équipe cent pour cent anglaise. Cependant, des joueurs non-anglais (notamment les gallois Gareth Bale et Aaron Ramsey) ont exprimé leur souhait de défendre les couleurs du Royaume-Uni pour ces Jeux, ces 2 joueurs ayant déjà posé avec le maillot de cette équipe dans le cadre d'une publicité. L'ancien capitaine de l'Angleterre David Beckham, qui a été impliqué dans la promotion de la candidature de Londres pour accueillir les Jeux, a exprimé un intérêt à apparaître comme l'un des trois joueurs âgés de plus de 23 ans dans l'équipe.

## Stades
Six stades accueillent les matchs des deux tournois olympiques : les stades représentent l'Angleterre du Sud-Est, le Midlands, l'Angleterre du Nord-Est, l'Angleterre du Nord-Ouest, l'Écosse et le Pays de Galles.
L'équipe masculine de Grande-Bretagne joue à Manchester (26 juillet), Londres (29 juillet) et Cardiff (1er août). L'équipe féminine de Grande-Bretagne joue à Cardiff (25 et 28 juillet) et Londres (31 juillet).
| Wembley Stadium                                                                                      | Old Trafford             |
| 90 000 places                                                                                        | 76 212 places            |
| |                          |
| Cardiff                                                                                              | Newcastle                |
| Millennium Stadium                                                                                   | St James' Park           |
| 74 500 places                                                                                        | 52 387 places            |
| |                          |
| Glasgow                                                                                              | Coventry                 |
| Hampden Park                                                                                         | City of Coventry Stadium |
| 52 103 places                                                                                        | 32 500 places            |
| |                          |
| Wembley Stadium Old Trafford Millennium Stadium St James' Park Hampden Park City of Coventry Stadium |                          |

## Tournoi olympique masculin

### Équipes qualifiées
| Compétition                                                | Date             | Lieu       | Places | Qualifiés                              |
| ---------------------------------------------------------- | ---------------- | ---------- | ------ | -------------------------------------- |
| Pays organisateur                                          |                  |            | 1      | Grande-Bretagne                        |
| Championnat sud-américain des moins de 20 ans 2011         | 12 février 2011  | Pérou      | 2      | Brésil Uruguay                         |
| Euro espoirs 2011                                          | 25 juin 2011     | Danemark   | 3      | Espagne Suisse Biélorussie             |
| Championnat d'Afrique des nations des moins de 23 ans 2011 | 10 décembre 2011 | Maroc      | 3      | Maroc Gabon Égypte                     |
| Tournoi pré-olympique OFC                                  | 24 mars 2012     | Fidji      | 1      | Nouvelle-Zélande                       |
| Tournoi pré-olympique CONCACAF                             | 2 avril 2012     | États-Unis | 2      | Mexique Honduras                       |
| Tournoi pré-olympique AFC                                  | 14 mars 2012     | Malaisie   | 3      | Corée du Sud Japon Émirats arabes unis |
| Barrage CAF-AFC                                            | 23 avril 2012    | Coventry   | 1      | Sénégal                                |
| Total                                                      |                  |            | 16     |                                        |

### Premier tour
| Groupe A                                                    | Groupe B                                  | Groupe C                                           | Groupe D                             |
| ----------------------------------------------------------- | ----------------------------------------- | -------------------------------------------------- | ------------------------------------ |
| - Grande-Bretagne - Sénégal - Émirats arabes unis - Uruguay | - Mexique - Corée du sud - Gabon - Suisse | - Brésil - Égypte - Biélorussie - Nouvelle-Zélande | - Espagne - Japon - Honduras - Maroc |

### Tableau final
|  | Quarts de finale         | Quarts de finale         |                        |                        | Demi-finales             | Demi-finales             |   |  | Finale                 | Finale                 |
|  | Quarts de finale         | Quarts de finale         |                        |                        | Demi-finales             | Demi-finales             |   |  | Finale                 | Finale                 |
|  |                          |                          |                        |                        |                          |                          |   |  |                        |                        |
|  | 4 août 2012 - Cardiff    | 4 août 2012 - Cardiff    |                        |                        | 7 août 2012 - Manchester | 7 août 2012 - Manchester |   |  | 11 août 2012 - Londres | 11 août 2012 - Londres |
|  | 4 août 2012 - Cardiff    | 4 août 2012 - Cardiff    |                        |                        | 7 août 2012 - Manchester | 7 août 2012 - Manchester |   |  | 11 août 2012 - Londres | 11 août 2012 - Londres |
|  | Grande-Bretagne          | 1ap (4)                  |                        |                        | 7 août 2012 - Manchester | 7 août 2012 - Manchester |   |  | 11 août 2012 - Londres | 11 août 2012 - Londres |
|  | Grande-Bretagne          | 1ap (4)                  |                        |                        | 7 août 2012 - Manchester | 7 août 2012 - Manchester |   |  | 11 août 2012 - Londres | 11 août 2012 - Londres |
|  | Corée du Sud             | 1 tab(5)                 |                        |                        | 7 août 2012 - Manchester | 7 août 2012 - Manchester |   |  | 11 août 2012 - Londres | 11 août 2012 - Londres |
|  | Corée du Sud             | 1 tab(5)                 | Corée du Sud           | 0                      |                          |                          |   |  | 11 août 2012 - Londres | 11 août 2012 - Londres |
|  | 4 août 2012 - Newcastle  |                          | Corée du Sud           | 0                      |                          |                          |   |  | 11 août 2012 - Londres | 11 août 2012 - Londres |
|  |                          | Brésil                   | 3                      |                        |                          |                          |   |  | 11 août 2012 - Londres | 11 août 2012 - Londres |
|  | Brésil                   | Brésil                   | 3                      | 3                      |                          |                          |   |  | 11 août 2012 - Londres | 11 août 2012 - Londres |
|  | Brésil                   |                          |                        | 3                      |                          |                          |   |  | 11 août 2012 - Londres | 11 août 2012 - Londres |
|  | Honduras                 | 2                        |                        |                        |                          |                          |   |  | 11 août 2012 - Londres | 11 août 2012 - Londres |
|  | Honduras                 | 2                        | Brésil                 | 1                      |                          |                          |   |  |                        |                        |
|  | 4 août 2012 - Londres    |                          | Brésil                 | 1                      |                          |                          |   |  |                        |                        |
|  |                          | Mexique                  | 2                      |                        |                          |                          |   |  |                        |                        |
|  | Mexique                  | Mexique                  | 2                      | 4 ap                   |                          |                          |   |  |                        |                        |
|  | Mexique                  | 7 août 2012 - Londres    |                        | 4 ap                   |                          |                          |   |  |                        |                        |
|  | Sénégal                  | 2                        |                        |                        |                          |                          |   |  |                        |                        |
|  | Sénégal                  | 2                        | Mexique                | 3                      |                          |                          |   |  |                        |                        |
|  | 4 août 2012 - Manchester | 4 août 2012 - Manchester | Mexique                | 3                      | Match pour la 3e place   | Match pour la 3e place   |   |  |                        |                        |
|  | 4 août 2012 - Manchester | 4 août 2012 - Manchester |                        | Japon                  | Match pour la 3e place   | Match pour la 3e place   | 1 |  |                        |                        |
|  | Japon                    | 3                        | 10 août 2012 - Cardiff | 10 août 2012 - Cardiff |                          |                          | 1 |  |                        |                        |
|  | Japon                    | 3                        | 10 août 2012 - Cardiff | 10 août 2012 - Cardiff |                          |                          |   |  |                        |                        |
|  | Égypte                   | 0                        |                        | Japon                  | 0                        |                          |   |  |                        |                        |
|  | Égypte                   | 0                        |                        | Japon                  | 0                        |                          |   |  |                        |                        |
|  |                          |                          |                        |                        |                          |                          |   |  | Corée du Sud           | 2                      |
|  |                          |                          |                        |                        |                          |                          |   |  | Corée du Sud           | 2                      |

## Tournoi olympique féminin

### Premier tour
| Groupe E                                                 | Groupe F                                  | Groupe G                                         |
| -------------------------------------------------------- | ----------------------------------------- | ------------------------------------------------ |
| - Grande-Bretagne - Nouvelle-Zélande - Cameroun - Brésil | - Japon - Canada - Suède - Afrique du Sud | - États-Unis - France - Colombie - Corée du Nord |

### Tableau final
|  | Quarts de finale  | Quarts de finale |                  |                  | Demi-finales           | Demi-finales           |   |  | Finale          | Finale          |
|  | Quarts de finale  | Quarts de finale |                  |                  | Demi-finales           | Demi-finales           |   |  | Finale          | Finale          |
|  |                   |                  |                  |                  |                        |                        |   |  |                 |                 |
|  | 3 août, Coventry  | 3 août, Coventry |                  |                  | 6 août, Manchester     | 6 août, Manchester     |   |  | 9 août, Londres | 9 août, Londres |
|  | 3 août, Coventry  | 3 août, Coventry |                  |                  | 6 août, Manchester     | 6 août, Manchester     |   |  | 9 août, Londres | 9 août, Londres |
|  | Grande-Bretagne   | 0                |                  |                  | 6 août, Manchester     | 6 août, Manchester     |   |  | 9 août, Londres | 9 août, Londres |
|  | Grande-Bretagne   | 0                |                  |                  | 6 août, Manchester     | 6 août, Manchester     |   |  | 9 août, Londres | 9 août, Londres |
|  | Canada            | 2                |                  |                  | 6 août, Manchester     | 6 août, Manchester     |   |  | 9 août, Londres | 9 août, Londres |
|  | Canada            | 2                | Canada           | 3                |                        |                        |   |  | 9 août, Londres | 9 août, Londres |
|  | 3 août, Newcastle |                  | Canada           | 3                |                        |                        |   |  | 9 août, Londres | 9 août, Londres |
|  |                   | États-Unis       | 4 ap             |                  |                        |                        |   |  | 9 août, Londres | 9 août, Londres |
|  | États-Unis        | États-Unis       | 4 ap             | 2                |                        |                        |   |  | 9 août, Londres | 9 août, Londres |
|  | États-Unis        |                  |                  | 2                |                        |                        |   |  | 9 août, Londres | 9 août, Londres |
|  | Nouvelle-Zélande  | 0                |                  |                  |                        |                        |   |  | 9 août, Londres | 9 août, Londres |
|  | Nouvelle-Zélande  | 0                | États-Unis       | 2                |                        |                        |   |  |                 |                 |
|  | 3 août, Glasgow   |                  | États-Unis       | 2                |                        |                        |   |  |                 |                 |
|  |                   | Japon            | 1                |                  |                        |                        |   |  |                 |                 |
|  | Suède             | Japon            | 1                | 1                |                        |                        |   |  |                 |                 |
|  | Suède             | 6 août, Londres  |                  | 1                |                        |                        |   |  |                 |                 |
|  | France            | 2                |                  |                  |                        |                        |   |  |                 |                 |
|  | France            | 2                | France           | 1                |                        |                        |   |  |                 |                 |
|  | 3 août, Cardiff   | 3 août, Cardiff  | France           | 1                | Match pour la 3e place | Match pour la 3e place |   |  |                 |                 |
|  | 3 août, Cardiff   | 3 août, Cardiff  |                  | Japon            | Match pour la 3e place | Match pour la 3e place | 2 |  |                 |                 |
|  | Brésil            | 0                | 9 août, Coventry | 9 août, Coventry |                        |                        | 2 |  |                 |                 |
|  | Brésil            | 0                | 9 août, Coventry | 9 août, Coventry |                        |                        |   |  |                 |                 |
|  | Japon             | 2                |                  | Canada           | 1                      |                        |   |  |                 |                 |
|  | Japon             | 2                |                  | Canada           | 1                      |                        |   |  |                 |                 |
|  |                   |                  |                  |                  |                        |                        |   |  | France          | 0               |
|  |                   |                  |                  |                  |                        |                        |   |  | France          | 0               |

## Résultats

### Podiums
| Épreuves         | Or | Argent | Bronze |
| ---------------- | --- | --- | --- |
| Tournoi masculin | Mexique José Corona (capitaine) Israel Jiménez Carlos Salcido Hiram Mier Dárvin Chávez Héctor Herrera Javier Cortés Marco Fabián Oribe Peralta Giovani dos Santos Javier Aquino Raúl Jiménez Diego Reyes Jorge Enríquez Néstor Vidrio Miguel Ponce Néstor Araujo José Antonio Rodríguez | Brésil Gabriel Rafael Thiago Silva (capitaine) Juan Jesus Sandro Marcelo Lucas Rômulo Leandro Damião Oscar Neymar Hulk Bruno Uvini Danilo Alex Sandro Ganso Alexandre Pato Neto                                                                                       | Corée du Sud Jung Sung-ryong Oh Jae-suk Yun Suk-young Kim Young-gwon Kim Kee-hee Ki Sung-yueng Kim Bo-Kyung Baek Sung-dong Ji Dong-won Park Chu-young Nam Tae-hee Hwang Seok-ho Koo Ja-cheol (capitaine) Kim Chang-soo Park Jong-woo Jung Woo-young Kim Hyun-sung Lee Beom-young                      |
| Tournoi féminin  | États-Unis Hope Solo Heather Mitts Christie Rampone (capitaine) Becky Sauerbrunn Kelley O'Hara Amy LePeilbet Shannon Boxx Amy Rodriguez Heather O'Reilly Carli Lloyd Sydney Leroux Lauren Cheney Alex Morgan Abby Wambach Megan Rapinoe Rachel Buehler Tobin Heath Nicole Barnhart      | Japon Miho Fukumoto Yukari Kinga Azusa Iwashimizu Saki Kumagai Aya Sameshima Mizuho Sakaguchi Kozue Ando Aya Miyama (capitaine) Nahomi Kawasumi Homare Sawa Shinobu Ohno Kyoko Yano Karina Maruyama Asuna Tanaka Megumi Takase Mana Iwabuchi Yūki Ōgimi Ayumi Kaihori | Canada Karina LeBlanc Chelsea Stewart Carmelina Moscato Robyn Gayle Kaylyn Kyle Rhian Wilkinson Diana Matheson Candace Chapman Lauren Sesselmann Desiree Scott Christine Sinclair (capitaine) Sophie Schmidt Melissa Tancredi Kelly Parker Jonelle Filigno Brittany Timko Erin McLeod Marie-Eve Nault |

### Tableau des médailles
| Rang  | Nation       | Or | Argent | Bronze | Total |
| ----- | ------------ | -- | ------ | ------ | ----- |
| 1     | Mexique      | 1  | 0      | 0      | 1     |
| 1     | États-Unis   | 1  | 0      | 0      | 1     |
| 3     | Brésil       | 0  | 1      | 0      | 1     |
| 3     | Japon        | 0  | 1      | 0      | 1     |
| 5     | Corée du Sud | 0  | 0      | 1      | 1     |
| 5     | Canada       | 0  | 0      | 1      | 1     |
| Total | Total        | 2  | 2      | 2      | 6     |